# Takijiro Onishi
Takijirō Ōnishi (Japans: 大西瀧治郎, Ōnishi Takijirō) (Tamba, 2 juni 1891 – Tokio, 16 augustus 1945) was een Japans admiraal in de Japanse Keizerlijke Marine gedurende de Tweede Wereldoorlog. Aan hem wordt vaak het bedenken van de kamikaze toegeschreven, hoewel deze techniek feitelijk al voor hem bestond. Daarom wordt hij ook wel de “vader van de kamikaze” genoemd.

## Biografie

### Jonge jaren
Ōnishi werd geboren in het dorpje Ashida, dat vandaag de dag deel uitmaakt van Tamba. Hij studeerde in de 40e klas van de Japanse Keizerlijke Marine Academie, alwaar hij in 1912 afstudeerde als 20e van de 144 cadetten. Hij diende als adelborst op de kruiser Soya en slagkruiser Tsukuba. Na zijn bevordering tot vaandrig werd hij toegewezen aan het slagschip Kawachi.
Als sub-luitenant werd hij toegewezen aan het zeevliegtuigschip Wakamiya, en hielp daar de Japanse Keizerlijke Marineluchtmacht op te zetten. Hij werd in 1918 ook naar Engeland en Frankrijk gestuurd om daar meer te leren over de ontwikkeling van gevechtsvliegtuigen, en het gebruik ervan in de Eerste Wereldoorlog.
Na zijn terugkeer werd hij gepromoveerd tot luitenant, en toegewezen aan de Yokosuka Naval Air Goup. Hier diende hij van 1918 tot 1920. Hij bleef nadien in dienst op verschillende posities van de marine en luchtvaart. Zo was hij onder andere vlieginstructeur in Kasumigaura.
Na zijn promotie tot lieutenant commander, werd hij op 10 december 1928 toegewezen aan het vliegdekschip Hōshō. Op 5 november 1932 werd hij uitvoerend officier van de Kaga. Op 15 november 1939 werd hij benoemd tot rear admiral.

Admiral Takijirō Ōnishi in de cockpit van een vliegtuig.

### Tweede Wereldoorlog
Al vroeg in de pacifische slag van de Tweede Wereldoorlog was Ōnishi het hoofd van de luchtvaartafdeling van het ministerie van defensie. Hij was verantwoordelijk voor enkele van de technische details van de aanval op Pearl Harbor in 1941, uitgevoerd onder bevel van admiraal Isoroku Yamamoto. Ōnishi was zelf tegen de aanval daar hij van mening was dat dit zou leiden tot een grote oorlog met een tegenstander die de middelen had om Japan te overmeesteren en tot onvoorwaardelijke overgave te dwingen. Desondanks speelde zijn IJN 11th luchtvloot een cruciale rol bij de aanval. Deze vloot viel aan vanuit basissen in Taiwan.
Op 1 mei 1943 werd Ōnishi gepromoot tot viceadmiraal. Als admiraal had Ōnishi veel interesse in psychologie, met name de reacties van soldaten onder kritische omstandigheden. In 1938 publiceerde hij al een boek hierover getiteld "War Ethics of the Imperial Navy").
Na oktober 1944 werd Ōnishi commandant van de eerste luchtvloot. Hier ging hij zich bezighouden met het uitvoeren van zelfmoordaanslagen met vliegtuigen genaamd kamikaze. Hoewel deze techniek al in ontwikkeling was voor zijn komst, werd Ōnishi vooral hier beroemd en berucht mee. Bij een bijeenkomst op Mabalacat Airfield (Clark Air Base) op 19 oktober 1944, kwam Ōnishi met de stelling dat kamikaze-aanvallen de enige manier waren om de kracht van de Japanse vliegtuigen optimaal te benutten. Vooral aanvallen uitgevoerd met Mitsubishi A6M Zero-toestellen beladen met bommen waren volgens hem effectief. Toen de Marianen werden veroverd door de geallieerden en Ōnishi het bevel kreeg om de vloot van Amerikaanse vliegdekschepen te vernietigen als onderdeel van "Operatie Sho", begon hij de kamikaze-aanvallen op grote schaal toe te passen. In totaal stuurde hij zo’n 4000 piloten de dood in.
Op 19 mei 1945 werd Ōnishi teruggeroepen naar Tokio, alwaar hij vice-chef werd van de generale staf van de marine.
Op 16 augustus 1945, na het horen van de overgave van Japan, pleegde Ōnishi seppuku in zijn thuiskwartier. Hij liet een brief achter waarin hij zijn excuses maakte tegenover de 4000 piloten die hij de dood in had gestuurd, en alle jonge Japanse burgers die de oorlog hadden overleefd aanspoorde het land weer op te bouwen. Ook liet hij in de brief weten zijn zelfmoord uit te hebben gevoerd als genoegdoening voor de families van de kamikazepiloten. Hij voerde het ritueel alleen uit zonder hulp van een kaishakunin, en stierf ongeveer 15 uur na het ritueel aan zijn verwondingen.
Het zwaard waarmee Ōnishi zich het leven benam wordt momenteel bewaard in het Yushukan Museum naast de Yasukuni-schrijn in Tokio. Ōnishi's lichaam werd gecremeerd, en de as verdeeld over twee graven: een in de Zen tempel van Sōji-ji in Tsurumi, en de andere op een openbare begraafplaats in het voormalige dorp Ashida.

## Militaire loopbaan
- Adelborst (海軍少尉候補生 Kaigun shōi kōhosei), Japanse Keizerlijke Marine: 17 juli 1912[4]
- Luitenant ter Zee 3e klasse (海軍少尉 Kaigun-shōi), Japanse Keizerlijke Marine: 1 december 1913[4]
- Luitenant ter Zee 2e klasse (海軍中尉 Kaigun-chūi), Japanse Keizerlijke Marine: 13 december 1915[4]
- Luitenant ter Zee 2e klasse (oudste categorie) (海軍大尉 Kaigun-daii), Japanse Keizerlijke Marine: 1 december 1918[4]
- Luitenant ter zee 1e klasse (海軍少佐 Kaigun-shōsa), Japanse Keizerlijke Marine: 1 december 1924[4]
- Kapitein-luitenant ter zee (海軍中佐 Kaigun-chūsa), Japanse Keizerlijke Marine: 30 november 1929[4]
- Kapitein-ter-zee (海軍大佐 Kaigun-daisa), Japanse Keizerlijke Marine: 15 november 1933[4]
- Schout-bij-nacht (海軍少将 Kaigun-shōshō), Japanse Keizerlijke Marine: 15 november 1939[4]
- Viceadmiraal (海軍中将 Kaigun-chūjō), Japanse Keizerlijke Marine: 1 mei 1943[4]